# 应雄
应雄（1972年8月—），男，汉族，浙江永康人，中华人民共和国政治人物。1995年5月加入中国共产党，1995年7月参加工作，现任国家发展改革委就业司司长，拟任重庆市发展改革委主任。

## 生平
早年任浙江省发展计划委员会政策法规处副处长，省能源集团战略研究与法律事务部主任，省政府研究室综合研究处调研员、经济运行处处长，浙江省人民政府研究室副巡视员等职。
2013年7月，任浙江省人民政府政策研究室副主任，党组成员。
2018年1月，任浙江省人民政府副秘书长，办公厅党组成员,兼任浙江省人民政府政策研究室主任。
2020年10月，进入中央担任国家发展改革委就业司司长，国家发展改革委推进“一带一路”建设工作领导小组办公室对外事务协调推进组组长。